# Volkswagen Touareg
Volkswagen Touareg — среднеразмерный кроссовер компании Volkswagen, производится с 2002 года. 
В настоящее время автомобиль выпускают на заводе Volkswagen в Братиславе (и ранее в Калуге). Touareg стал третьим внедорожником в истории марки после Volkswagen Тур 82 (Kübelwagen) и Volkswagen Iltis. Автомобиль назван в честь кочевого народа туарегов, жителей внутренних районов Сахары в Северной Африке.

## Первое поколение
Платформа Volkswagen Group PL71 для нового Touareg была разработана Volkswagen совместно с Porsche. На базе данной платформы выпускались Porsche Cayenne и Audi Q7. 
Мировой дебют Touareg состоялся на автосалоне в Париже 26 сентября 2002 года. 

### Фейслифтинг
На Парижском автосалоне в 2006 году был представлен обновленный Touareg. Автомобиль получил более современный дизайн, новые электронные системы, такие как: усовершенствованная система АБС, круиз-контроль и сигнализация нахождения попутного транспорта в "мертвой зоне". Так же в модели была исправлена проблема с автоматической коробкой, которая в изначальной версии была ненадежна.

### Touareg R50
Touareg R50 является третьим после Volkswagen Golf и Passat автомобилем, который в названии имеет букву 'R'. Глобальный запуск R50 был в 2007 году на Австралийском международном автомобильном автосалоне (AIMS).
R50 комплектуется 5,0-литровым V10 дизельным двигателем, 257 кВт (349 л. с.) и разгоном до 100 километров в час (62,1 миль в час) за 6,7 секунды.

### Безопасность
Автомобиль прошёл тест Euro NCAP в 2004 году:
| Euro NCAP                                          | Euro NCAP | Euro NCAP | Euro NCAP |
| -------------------------------------------------- | --------- | --------- | --------- |
| Рейтинги                                           | Пассажир  |           | 34        |
| Рейтинги                                           | Ребёнок   |           | 39        |
| Рейтинги                                           | Пешеход   |           | 7         |
| Протестированная модель: Volkswagen Touareg (2004) |           |           |           |

## Второе поколение
В начале 2010 года Volkswagen представил в Мюнхене Touareg нового поколения. Автомобиль стал длиннее на 43 мм и шире на 12 мм, высота уменьшилась на 20 мм. Будет комплектоваться восьмиступенчатой автоматической коробкой передач. Двигателей будет семь: трехлитровые турбодизели V6 TDI (204 л. с. и 240 л. с.), бензиновая «шестерка» 3,6 FSI мощностью 249 л. с. и 280 л. с., турбодизельная «восьмерка» объемом 4,2 л (340 л. с.), и первый «гибрид» в истории компании Volkswagen (компрессорная бензиновая «шестерка» 3,0 TSI мощностью 333 л. с. в паре с 47-сильным электродвигателем). 
Стандартный Touareg оснащается межосевым дифференциалом Torsen и пружинной подвеской с клиренсом 200 мм. Кроме того, для Touareg второго поколения предлагается внедорожный пакет Terrain Tech, включающий в себя: понижающую передачу, блокировку центрального дифференциала, блокировку заднего дифференциала, а также пневмоподвеску с возможностью увеличения дорожного просвета до 300 мм.
В 2014 году был проведён рестайлинг автомобиля. Изменения:
- Стандартные би-ксеноновые фары
- Система автоматического торможения после столкновения (Multi-collision brake)
- Модернизированный адаптивный круиз-контроль ACC
- V6 TDI с 262 л.с. / 258 л.с.
- Функция Easy Open
- стальные рессоры улучшенного стандарта
- Салон с двухцветной обивкой

Новые функции: POI, Поиск Google, карты, Google Earth, Google Street View  и Online Информация о трафике.

### Безопасность
IIHS проводил краш-тест в 2010 и 2015 году. Результаты одинаковые:
| Тест                               | Оценка |
| ---------------------------------- | ------ |
| Фронтальный удар с перекрытием 45% | Хорошо |
| Боковой удар                       | Хорошо |
| Проверка крыши                     | Хорошо |
| Проверка подголовников и сидений   | Хорошо |

## Третье поколение
Третье поколение Touareg использует платформу Volkswagen Group MLB, как и его корпоративные братья Porsche Cayenne и Audi Q7. В третьем поколении уделяется особое внимание новейшим технологиям экономии топлива. VW прекратила продажу Touareg в США после 2017 модельного года, основываясь на продажах, а также на доступности более крупной и дешевой модели Atlas, которая была специально разработана для американских потребителей.
Автомобиль прошел тест Euro NCAP в 2018 году:
| Euro NCAP                                                             | Euro NCAP | Euro NCAP | Euro NCAP             |
| --------------------------------------------------------------------- | --------- | --------- | --------------------- |
| · общий рейтинг                                                       |           |           |                       |
| 89%                                                                   | 86%       | 72%       | 81%                   |
| взрослый пассажир                                                     | ребёнок   | пешеход   | активная безопасность |
| Протестированная модель: VW Touareg 3.0 diesel "Elegance", LHD (2018) |           |           |                       |

## В автоспорте
Раллийная версия Touareg является постоянным участником Ралли Дакар, в разные годы на нём выступали такие известные гонщики, как Юта Кляйншмитд, Карлос Сайнс и Марк Миллер. В 2009 году Дакар выиграл Жиниэль де Вильерс за рулём Volkswagen Touareg, в 2010 — Карлос Сайнс, а в 2011 - Нассер Аль-Аттия.